# ذغال‌چال
ذغال‌چال، روستایی بود از توابع بخش مرکزی شهرستان ساری در استان مازندران ایران، که در سال ۱۳۹۵ به شهر ساری الحاق شد و اکنون یکی از محلات منطقه ۱ شهرداری ساری بشمار می‌رود.

## جمعیت
این محله در شهر ساری قرار داشته و براساس آخرین سرشماری مرکز آمار ایران که در سال ۱۳۸۵ صورت گرفته، جمعیت آن ۳۲۲۸نفر (۸۲۱خانوار) بوده‌است.